# Nattbandy
Nattbandy syftade tidigare främst på den 1974 startade bandyturneringen World Cup i Ljusdal i Sverige, där matcher spelas nattetid. Begreppet har sedan slutet av 1980-talet även blivit en vanlig term för de innebandybandyturneringar som många grund- och gymnasieskolor i Sverige har, oftast kring Lucia/jul. Dessa innebandyturneringar hålls oftast en fredagskväll, och kan för de äldre eleverna pågå över midnatt.